# Andrea Hartwig
Andrea Hartwig (* 2. Juni 1958 in Langenhagen) ist eine deutsche Chemikerin und Toxikologin. Seit 2007 ist sie Vorsitzende der sogenannten MAK-Werte-Kommission der Deutschen Forschungsgemeinschaft (offiziell: Ständige Senatskommission zur Prüfung gesundheitsschädlicher Arbeitsstoffe der DFG), die toxikologische Grenzwerte für Arbeitsstoffe empfiehlt.

## Leben
Hartwig studierte Chemie an der Universität Bremen und forschte ebendort von 1984 bis 1987 für ihre Promotion zum Thema Mutagenität und Comutagenität von Nickel- und Chromverbindungen. In dieser Zeit absolvierte sie einen dreimonatigen Forschungsaufenthalt am Institute of Environmental Medicine im Staat New York (USA). Von 1988 bis 1998 war sie zunächst wissenschaftliche Mitarbeiterin und dann wissenschaftliche Assistentin an der Universität Bremen. 1996 habilitierte sie sich im Fach Biochemie.
Von 1998 bis 2004 war sie C3-Professorin für Lebensmittelchemie an der Universität Karlsruhe, im Jahr 2004 wurde sie auf eine C4-Professur für Lebensmittelchemie an die TU Berlin berufen. Ihre Hauptarbeitsgebiete sind der Einfluss essenzieller Spurenelemente auf die genetische Stabilität, Untersuchungen zum Oxidativen Stress und die Toxikologie von Lebensmitteln.
Seit 2007 ist Andrea Hartwig Mitglied des Wissenschaftlichen Ausschusses für Grenzwerte berufsbedingter Exposition (SCOEL), der EU-Arbeitsplatzgrenzwerte empfiehlt. Sie ist zudem Mitglied des Ausschusses für Gefahrstoffe, der für Deutschland rechtsverbindliche Arbeitsplatzgrenzwerte nach TRGS 900 ableitet.
Seit September 2010 ist sie Professorin am Institut für angewandte Biowissenschaften des Karlsruher Instituts für Technologie.

## Werke als Herausgeberin
- Herausgeberin gemeinsam mit Hartmut Dunkelberg und Thomas Gebel: Handbuch der Lebensmitteltoxikologie: Belastungen, Wirkungen, Lebensmittelsicherheit, Hygiene. 5. Bände, Wiley-VCH, Weinheim 2006, ISBN 978-3-527-31166-8.
- Herausgeberin der Loseblattsammlung: Analytische Methoden zur Prüfung gesundheitsschädlicher Arbeitsstoffe. Band 1: Luftanalysen, 1.–15. Lieferung / Analytische Methoden zur Prüfung gesundheitsschädlicher Arbeitsstoffe, Band 1: Luftanalysen, 1.–16. Lieferung. erste Auflage. Wiley-VCH, Weinheim 1985, ISBN 978-3-527-19021-8 (Loseblattsammlung).